# 劉師培
劉 師培（りゅう しばい、1884年6月24日 - 1919年11月20日）は、中国清末民初の革命家（アナキスト）・国学者・教育者・政治家。字は「申叔」、号は「左盦」。革命家としては「劉光漢」とも名乗った。
辛亥革命に至る革命運動に参加したが、離反して清朝側につき、35歳で早逝した。章炳麟や黄侃と同様、国学（考証学）でも業績を残した。

## 経歴
1884年、江蘇省揚州府儀徴県にて、左伝を家学とする考証学揚州学派の家系に生まれる。
1889年に父の劉貴曾が科挙に合格し、6歳の劉師培も父から教えを受けるようになる。12歳の時に四書五経を読了。しかし、1898年に父が死去した。18歳の時に県の学生員となり、光緒28年（1902年）に挙人となった(南京省試)。翌年3月に開封で会試を受けたが、不合格となり、上海を経て戻る際に章炳麟と知り合いになった。
1904年に光復会に参加し、章炳麟や蔡元培らと交流。蔡元培が発行していた『俄事警聞』(ロシア排斥運動を提唱)を改め、劉師培が主筆となって新聞『警鐘報』を創刊。しかし、1905年に清国政府の査察を受けて発行停止となり、劉師培は平湖に逃れた。同1905年正月には上海で劉実らが『国粋学報』を創刊しており、劉師培はこの雑誌のために原稿を選ぶ役割を果たした。劉実、章炳麟、梁啓超らと共に近代中国の国粋主義運動の発起者かつ根幹となる人物として、『周末学術史序』、『南北学術不同論』、『論文雑記』などを前後して刊行。劉師培は古学を唱道、国粋学堂を建てることや国学教科書5種を作り各省に図書館を建てること、また各省に書籍志・郷土志を編輯することを勧めた。以降、皖江中学・三江師範学校・成都国学院などの教職に従事する。
1907年から翌年、政府の弾圧を避け、妻の何震とともに日本に亡命。『天義報』を創刊し、幸徳秋水らと交流する。この亡命中に「変節」し始め、革命運動から離反し、清朝政府側につく（理由は諸説ある）。
1911年に山西都督閻錫山の推挙により大総督袁世凱に用いられ、参政院参与となる。康宝忠とともに新聞『中国学報』を創刊し、袁世凱のために君制復古の主張を世に広めようとした。1917年に袁世凱が死去すると天津に移り、生活に困窮した。そのことを北京大学学長であった蔡元培が耳にし、北京大学文科教授として招聘。北京大学は「六朝文学」、「文選学」などの課程を創設した。この時の後に伝わった有名な講義には『中国中古文学史』がある。1919年には『国故学刊』を創刊したが、同年に35歳で没した。死の床で黄侃に「自分は学問だけに従事し、政治に関わるべきでなかった」と吐露したと言われる。

## 家族・親族
- 妻：何震 - アナキスト、フェミニスト
- 曾祖父：劉文淇（中国語版） - 儒学者
- 祖父：劉毓崧 - 儒学者
- 父：劉貴曾 - 儒学者
- 伯父：劉寿曾 - 儒学者

## 著作
- 尚書源流考:1卷
- 禮經舊說:17卷,補遺1卷
- 西漢周官師說考:2卷
- 周禮古注集疏:殘13卷
- 春秋古經箋:殘3卷
- 讀左劄記:1卷
- 春秋左氏傳時月日古例考:1卷
- 春秋左氏傳答問:1卷
- 春秋左氏傳古例詮微:1卷
- 春秋左氏傳傳例解略:1卷
- 春秋左氏傳傳注例略:1卷
- 春秋左氏傳例略:1卷
- 羣經大義相通論:1卷
- 毛詩詞例舉要(詳本):1卷
- 毛詩詞例舉要(略本):1卷
- 荀子詞例舉要:1卷
- 古書疑義舉例補:1卷
- 小學發微補:1卷
- 爾雅蟲名今釋:1卷
- 理學字義通釋:1卷
- 國學發微:1卷
- 周末學術史序:1卷
- 兩漢學術發微論:1卷
- 漢宋學術異同論:1卷
- 南北學派不同論:1卷
- 中國民約精義:3卷
- 中國民族志:1卷
- 攘書:1卷
- 古政原論:1卷
- 古政原始論:1卷
- 古暦管窺:2卷
- 文說:1卷
- 論文雜記:1卷
- 周書補正:6卷
- 周書略說:1卷
- 管子斠補:1卷
- 晏子春秋斠補定本:1卷
- 晏子春秋斠補:2卷,佚文輯補1卷，黄之寀本校記1卷
- 晏子春秋補釋:1卷
- 老子斠補:1卷
- 莊子斠補:1卷
- 墨子拾補:2卷
- 荀子斠補:4卷,佚文輯補1卷
- 荀子補釋:1卷
- 賈子新書斠補:2卷,佚文輯補1卷,羣書治要引賈子新書校文1卷
- 春秋繁露斠補:3卷,佚文輯補1卷
- 揚子法言斠補:1卷,佚文1卷
- 法言補釋:1卷
- 毛詩札記:1卷
- 白虎通義斠補：2卷，附闕文補訂1卷，佚文考1卷
- 白虎通義定本：殘3卷
- 白虎通義源流考：1卷
- 白虎通德論補釋：1卷
- 楚辭考異：1卷
- 王會篇補釋：1卷
- 穆天子傳補釋：1卷
- 韓非子斠補：1卷
- 琴操補釋：1卷
- 左盦集：8卷
- 左盦外集：20卷
- 左盦詩錄：4卷
- 左盦詞錄：1卷
- 讀書隨筆：1卷
- 讀書續筆：1卷
- 左盦題跋
- 讀道藏記：1卷
- 敦煌新出唐寫本提要：1卷
- 倫理教科書
- 經學教科書
- 中國文學教科書
- 中國歴史教科書
- 中國地理教科書
- 中國中古文學史講義
- 春秋古經箋：殘3卷
- 晏子春秋校補定本：1卷

### 日本語訳
- 丸山松幸訳「種族革命と無政府革命の得失を論ず」（何震と共著）、『中国古典文学大系 58 清末民国初政治評論集』平凡社、1971年、ISBN 4582312586
- 丸山松幸訳「アジア現勢論」ほか、西順蔵編『原典中国近代思想史 第3冊』岩波書店、1977年
  - 再録:『新編原典中国近代思想史 第3巻』岩波書店、2010年、ISBN 9784000282239
- 小島晋治訳「亜州現勢論」、小島晋治『アジアからみた近代日本』亜紀書房、1980年、NDLJP:12733903